# Annabel Schasching
Annabel Schasching (26 juli 2002) is een Oostenrijks voetbalspeelster. Ze speelt als middenvelder voor SC Freiburg in de Bundesliga.

## Clubcarrière
Schasching begon als profvoetbalster haar carriere bij St. Pölten in 2018. Voor deze club maakte ze haar debuut in de ÖFB-Frauenliga. In 2020 verkaste ze naar competitiegenoot Sturm Graz in 2020. In december 2022 maakte ze haar eerste buitenlandse overstap naar het Duitse SC Freiburg.

## Statistieken
| Seizoen | Club        | Land      | Competitie | Wedstrijden | Doelpunten |
| ------- | ----------- | --------- | ---------- | ----------- | ---------- |
| 2022/23 | SC Freiburg | Duitsland | Bundesliga | 10          | 1          |
| 2023/24 | SC Freiburg | Duitsland | Bundesliga | 22          | 1          |
| 2024/25 | SC Freiburg | Duitsland | Bundesliga | 13          | 2          |
| Totaal  | Totaal      | Totaal    | Totaal     | 45          | 5          |

Laatste update: 7 februari 2025

## Interlandcarrière
Schasching werd in maart 2021 voor het eerst opgeroepen voor het Oostenrijkse nationale team door bondscoach Irene Fuhrmann. Door een positieve COVID-19 besemetting van haar en overige SK Sturm Graz speelsters moest Schasching haar debuut uitstellen. Ze maakte haar debuut op 30 november 2021 in een 8-0 overwinning op Luxemburg in de kwalificatiereeks voor het EK 2022.
Schasching maakte in een vriendschappelijke ontmoeting met Montenegro op 22 juni 2022 haar eerste interlanddoelpunt waarmee ze bijdroeg aan de 4-0 overwinning op het Balkanland. Een maand later werd Schasching opgenomen in de Oostenrijkse selectie voor het EK 2022 in Engeland, waar ze Maria Plattner in verving die moest afzeggen door een schouderblessure opgelopen tijdens de training. Schasching en haar landgenoten haalden de achtste finales op het eindtoernooi, waarin Duitsland te sterk was.